# Ploufragan
Ploufragan (tiếng Breton: Ploufragan) là một xã của tỉnh Côtes-d’Armor, thuộc vùng Bretagne, tây bắc Pháp.
Ploufragan là một neighboring commune of Saint-Brieuc.

## Dân số
Người dân ở Ploufragan được gọi là Ploufraganais.